# Findefix
Findefix, das Haustierregister des Deutschen Tierschutzbundes (Eigenschreibweise: FINDEFIX) ist ein kostenloses Tierregister, das vom Deutschen Tierschutzbund geführt wird.
Seit 1981 hilft der Deutsche Tierschutzbund, verloren gegangene Haustiere wiederzufinden. Als gemeinnützige Organisation arbeitet der Deutsche Tierschutzbund und damit auch Findefix nicht gewinnorientiert.
Die Bundestierärztekammer nennt Findefix neben TASSO als Möglichkeit für Heimtierhalter, ihr Tier kostenlos zu registrieren, um es zu identifizieren und den Besitzer ausfindig machen zu können.

## Registrierung
Voraussetzung für eine Registrierung bei Findefix ist eine Tierkennzeichnung. Der Halter kann sein Tier über die Tierarztpraxis, über die Findefix-Webseite oder per Post mit einem Anmeldebogen kostenlos registrieren unter Angabe von Daten wie Tierart, Rasse, Name, Geburtsdatum, Geschlecht, besondere körperliche Kennzeichen. Bei Hunden, Katzen und Frettchen wird zusätzlich deren EU-Ausweis-Nummer sowie die Daten des Tierhalters zur Kontaktaufnahme erfasst. Weiterhin wird die Art der Kennzeichnung inklusive der Nummerierung gespeichert. Die Registrierung bei mehreren Anbietern ist möglich.

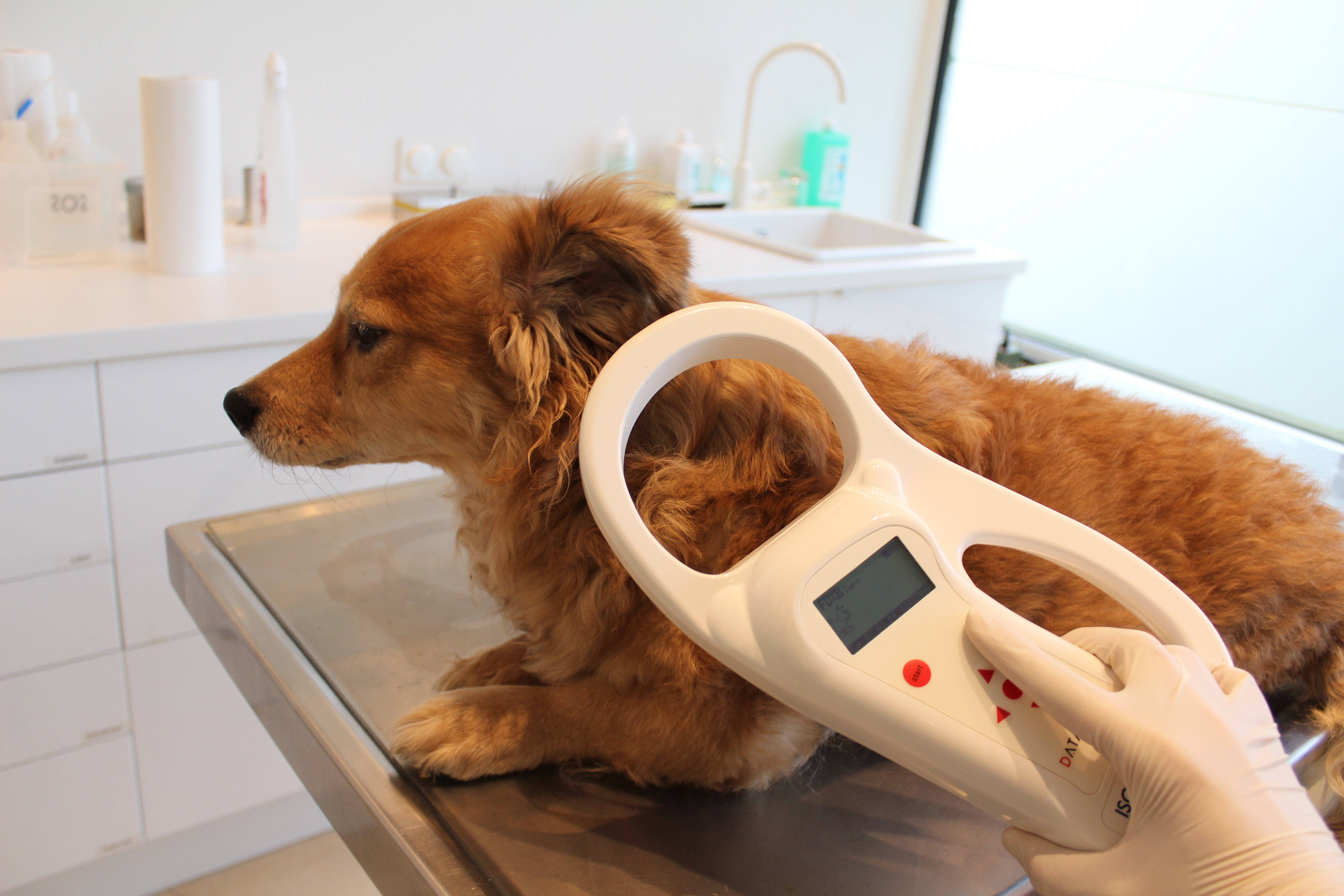
Der Chip wird ausgelesen

Die Tierhalter erhalten eine schriftliche Bestätigung. Hundebesitzer bekommen als zusätzliche Fundhilfe eine Plakette für das Halsband mit der Nummer des Service-Telefons und einem sechsstelligen Zahlencode, unter dem der Hund im Register gelistet ist.

## Fundmeldungen und Identifikation
Ist ein Tier verschwunden, können die Besitzer dies Findefix, dem Haustierregister des Deutschen Tierschutzbundes, telefonisch oder online melden. Dieser gibt die Vermisstmeldung an die dem Deutschen Tierschutzbund angeschlossenen Tierschutzvereine, Tierheime und weitere Tierregister – auch europaweit – weiter.
Über eine Online-Suchkarte können aktuelle Suchmeldungen angezeigt und durch Angabe einer Postleitzahl und eines Umkreises eingegrenzt werden.
Gefundene Tiere können ebenfalls telefonisch oder online gemeldet werden. Das Tier wird dann – sofern möglich – über die Plakette mit einer Registrierungsnummer, eine vorhandene Tätowierungsnummer oder Chip identifiziert.